# Gerard Williams (cầu thủ bóng đá)
Gerard Williams (sinh ngày 4 tháng 6 năm 1988) ở Saint Kitts và Nevis là một cầu thủ bóng đá thi đấu ở vị trí Tiền vệ. Hiện tại anh thi đấu cho W Connection ở TT Pro League và Đội tuyển bóng đá quốc gia Saint Kitts và Nevis.

## Sự nghiệp câu lạc bộ
Năm 2007 anh ký hợp đồng với đội bóng tại TT Pro League W Connection từ đội bóng địa phương ở Saint Kitts và Nevis là Old Road.

## Sự nghiệp quốc tế
Anh có màn ra mắt cho Đội tuyển bóng đá quốc gia Saint Kitts và Nevis năm 2006.